# Pompa
Pompa (lateinisch, von altgriechisch πομπή pompē, deutsch ‚Geleit‘, ‚Begleitung‘) war in der römischen Antike ein Festzug (Prozession) an Festtagen, zu Spielen, Begräbnissen und bei Triumphen, wobei Statuen der Götter auf Tragegestellen oder auf Prozessions- bzw. Götterwagen in einem feierlichen Umzug umher geführt wurden. Im Unterschied zu den griechischen Umzügen beteiligte sich an einer römischen pompa niemals das ganze Volk, sondern nur Sondergruppen.
Man unterscheidet zwischen mehreren pompae:

## Pompa circensis
Mit einer pompa wurden vor allem Zirkusspiele (ludi circenses) wie auch Theateraufführungen (ludi scaenici) eingeleitet. Der Festzug startete am Kapitol, denn dort waren das Jahr über Tragegestelle (fercula, Pl. ferculae f.), Prozessions- bzw. Götterwagen (tensa, pl. tensae f.), ferner die Götterbilder (imagines) und Götterattribute (exuviae) aufbewahrt. Der Zug führte dann über das Forum Romanum und das Velabrum durch das mittlere Haupttor des Circus Maximus, dann die ganze Rennbahn entlang um die Zielsäulen herum. Das Publikum begrüßte die pompa mit Aufstehen, Klatschen und Beifallrufen.
Dazu zogen auch die noch vor der Pubertät stehende Söhne der vornehmsten Familien, sofern sie dem Ritterstand entstammten, auf Pferden ein, während die übrigen, denen ein Militärdienst bei den Fußsoldaten (pedestres) bevorstand, zu Fuß folgten. Jene waren in Flügeln (alae) und Zenturien (centuriae), diese in Abteilungen (classes) und Unterordnungen (ordines) eingeteilt. Darauf folgten die Führer der Karren und der einzelnen Pferde, nach diesen die Athleten, die nur einen Lendenschurz trugen, dann kamen mit roten Tuniken bekleidete und mit Schwertern und kurzen Speeren bewaffnete Tänzer (Kinder und Jugendliche, aber auch Männer, die zusätzlich Helme trugen), danach Chöre, Hornbläser, Leierspieler, dazu als Silenen mit Bocksfellen verkleidete Tänzer, die zur Erheiterung der Zuschauer die vorausgehenden Tänzer nachäfften. Diese wurden gefolgt vom eigentlichen Opferzug, dabei zuerst Diener, die silberne und goldene Weihrauchfässer sowie öffentliche Weihegaben trugen. Den Schluss bildeten die Götterbilder, die auf Menschenschultern getragen wurden; die Attribute (exuviae) der Götter wurden auf schön verzierten, kostbaren Wagen gefahren, die Maultiere, Pferde oder Elefanten zogen. In der Kaiserzeit kamen auch Kaiserbilder hinzu. Das Ende bildeten zahlreiche Priester und der Magistratsbeamte, der die Spiele auszurichten hatte, gekleidet wie ein Triumphator mit der toga palmata, das Elfenbeinszepter mit dem Adler in der Hand und einem großen, von einem öffentlichen Sklaven gehaltenen Eichenkranz über dem Haupt, gefolgt von einer großen Schar von Freunden und Klienten. Kaiser Augustus ließ sich mehrfach in einer Sänfte im Zug mittragen.
Nach Abschluss dieses Festzuges wurden die Götterbilder auf der spina abgestellt, und die Konsuln und die Priester vollzogen die heiligen Handlungen.

## Pompa funebris
Über einen römischen Begräbnisumzug (pompa funebris) berichtet der griechische Schriftsteller Polybios († um 120 v. Chr.) in seinen Ἱστορίαι Historiai: Bei der Beerdigung vornehmer Römer führten Musiker den Zug an, es folgten Klagefrauen, Tänzer, Possenreißer und weitere Schauspieler (Mimen), dann die Freigelassenen (liberti), denen testamentarisch vom Verstorbenen die Freiheit geschenkt worden war. Den Abschluss bildeten Schauspieler, die Wachsmasken berühmter Vorfahren (imagines maiorum) trugen, außerdem Kleidung und Insignien jener Ämter und Ehrungen, die diese Verstorbenen innehatten, also etwa die Toga praetexta des Senators oder die Quadriga des Triumphators samt den dazugehörigen Liktoren. Abschluss einer pompa funebris war der Tote, der aus Gründen der Sichtbarkeit auf einem Schaubett stehend, selten sitzend getragen wurde, gefolgt von den Familienangehörigen und Freunden. Der Zug führte zu den Rostra auf dem Forum Romanum, wo der älteste Sohn des Verstorbenen oder sonst ein naher Verwandter die Grabrede hielt, in der er den Todesfall als Verlust für das gesamte Volk hinstellte und die Leistungen seiner berühmten Vorfahren hervorhob. Die pompa funebris mit der Defilation der Ahnen war eine der wichtigsten Repräsentationsformen der einzelnen Familien der römischen Nobilität, die damit ihr Alter und ihr Ansehen demonstrieren und gleichzeitig eine Wahlempfehlung für junge, aufstrebende Familienmitglieder abgeben konnten. Gleichzeitig wurden die Zuschauer durch die heldenhaften Leistungen, die die mitlaufenden Verstorbenen für die res publica vollbracht hatten, exemplarisch auf den mos maiorum eingeschworen. Mit der Einführung der Monarchie durch Augustus kam diese Form stolzer Selbstdarstellung der Senatsaristokratie allmählich zu ihrem Ende. Die pompa funebris blieb nun Angehörigen des Kaiserhauses vorbehalten. Der letzte Leichenzug in traditionell republikanischer Form fand im Jahr 22 statt, als Iunia Tertia zu Grabe getragen wurde, die Witwe des Caesarmörders Gaius Cassius Longinus. In ihrer pompa wurden Masken zwanzig berühmter Familien mitgeführt.

## Pompa theatri
Theateraufführungen (ludi scaenici) wurden auch wie die Zirkusspiele (ludi circenses) mit einer pompa eingeleitet.

## Pompa gladiatorum
Die pompa gladiatorum ist ein Paradeeinzug der Gladiatoren zu Beginn eines ludus. Neu angeworbene Gladiatoren mussten sich dabei offensichtlich einer Art Spießrutenlauf unterziehen.

## Pompa diaboli
Christlichen Autoren galt die pompa als eine massive Darstellung des Bösen. Sie kritisierten vor dem Horizont einer prinzipiellen moralischen Skepsis gegenüber der antiken Theaterkultur vor allem die unübersehbare Verbindung der pompa mit der vergöttlichenden Kaiserverehrung und mit dem paganen polytheistischen Götterkult, bei dem insbesondere bei der pompa die laszive, sittengefährdende Venus als Hauptgöttin auftrat (das Theater galt als templum Veneris [Tempel der Venus]). Darum gehörte es zum Bestandteil des frühchristlichen Taufgelöbnisses, „dem Teufel, dem Gefolge des Teufels und seinen Engeln abzuschwören“ (diabolo et pompae et angelis eius renuntiare).

## Belege
1. ↑  Sueton, Iul. 75
2. ↑  Ovid, Amores III, 11, 43
3. ↑  Ambrosius, In Psalmos 43, 55, 3f.; Codex Theodosianus XV, 4, 1, 1 dazu Gothofredus, ad loc., bes. V, 392b
4. ↑  Eine ausführlichere Beschreibung findet man etwa bei Dionysius von Halikarnassos (lehrte 30–8 v. Chr. in Rom), Antiquitates Romanae VII, 72, bei Apuleius, Metamorphoses XI, 8-11. 16-17 und bei Tertullian, De spectaculis X,2 (vgl. auch ders., Ad nationes I, 10, 29)
5. ↑  Polybios, Historiai 6, 53,1-54,3. Vgl. zur pompa funebris zuletzt Soi Agelidis: Pompa funebris: Collective experience and political power in the shadow of death. In: E. Muñiz Grijalvo, A. del Campo Tejedor (Hrsg.): Processions and the symbolic construction ofcommunities in antiquity. Oxford 2023, S. 71–88.
6. ↑  Götz Lahusen: Römische Bildnisse. Auftraggeber – Funktionen – Standorte. Wissenschaftliche Buchgesellschaft, Darmstadt 2010, S. 206–210.

Tacitus, Annalen 3.76